# Fahrenbach (Fürth im Odenwald)
Fahrenbach ist ein Ortsteil der Gemeinde Fürth im Odenwald im südhessischen Landkreis Bergstraße. Als selbständige Gemeinde war es auch bekannt als Fahrenbach (Odenwald), im Unterschied zu dem ebenfalls im Odenwald liegenden Fahrenbach (Baden).

## Geographische Lage
Fahrenbach liegt an der Einmündung des gleichnamigen Bachs in die Weschnitz im Vorderen Odenwald und südlich der nahe gelegenen Kerngemeinde Fürth. Bis auf einen kleinen Streifen am Westufer liegt die Gemarkung östlich der Weschnitz und zieht sich hinauf bis zum 526 Meter hohen Fahrenbacher Kopf, der sich in den Höhenzug des Tromm-Odenwalds südlich des 536 Meter hohen Wagenbergs einreiht.
Die nächstgelegenen Ortschaften sind die Kerngemeinde Fürth im Norden, Linnenbach im Nordwesten, Lörzenbach, mit dem Fahrenbach fast zusammengewachsen ist, am anderen Weschnitzufer im Westen, Rimbach-Mitte im Süden, weiter entfernt hinter dem Fahrenbacher Kopf im Osten, Hammelbach und, wiederum näher im Nordosten gelegen, Steinbach.

## Geschichte

### Von den Anfängen bis zum 18. Jahrhundert
Fahrenbach entstand im Gebiet der ehemaligen „Mark Heppenheim“, die einen Verwaltungsbezirk des Frankenreichs bezeichnete. Am 20. Januar 773 schenkte Karl der Große die Stadt Heppenheim nebst dem zugehörigen Bezirk, der ausgedehnten „Mark Heppenheim“, dem Reichskloster Lorsch. Von hier wurde die Urbarmachung und Besiedlung des Gebietes betrieben. Der Blütezeit des Klosters Lorsch, in dessen Gebiet Fahrenbach lag, folgte im 11. und 12. Jahrhundert sein Niedergang. 1232 wurde Lorsch dem Erzbistum Mainz unterstellt. 1461 verpfändet dann Kurmainz diese Besitzungen an die Kurpfalz. Diese wechselte 1556 zum protestantischen Glauben und hob 1564 das Kloster auf.
Das Dorf wird um das Jahr 1100 als Bahrenbach im Lorscher Codex, einem Güterverzeichnis des Klosters, erstmals erwähnt.
In dieser Zeit gehörten sechs Huben zum Hof des Klosters Lorsch in Fürth (villicatio Fürth). Eine weitere Erwähnung findet Fahrenbach 1568, als der Schenk von Erbach dem Pfalzgrafen das Hofgut Höfflin übergab.
1232 unterstellte Kaiser Friedrich II. die Reichsabtei Lorsch dem Erzbistum Mainz und seinem Bischof Siegfried III. von Eppstein zur Reform. Die Benediktiner widersetzten sich der angeordneten Reform und mussten deshalb die Abtei verlassen. Sie wurden durch Zisterzienser aus dem Kloster Eberbach und diese 1248 durch Prämonstratenser aus dem Kloster Allerheiligen ersetzt. Von diesem Zeitpunkt an wurde das Kloster als Propstei weitergeführt.
1267 wird erstmals ein Burggraf auf der Starkenburg (über Heppenheim) genannt, der auch das „Amt Starkenburg“, zu dem Fahrenbach zählte, verwaltete. Als Gericht und untergeordnete Verwaltungseinheit entwickelte sich die Zent Fürth deren älteste erhalten gebliebene Beschreibung aus dem Jahr 1613 stammt. Die „Zent Fürth“ war eine der wenigen Zenten die auch die Hohe Gerichtsbarkeit (auch Blutgerichtsbarkeit) ausüben durften. Fahrenbach war eine Filiale der Pfarrei in Fürth und gehörte zum Bensheimer (auch Bergsträßer) Landkapitel.
Im Verlauf der für Kurmainz verhängnisvollen Mainzer Stiftsfehde wurde das Amt Starkenburg an Kurpfalz wiedereinlöslich verpfändet und blieb anschließend für 160 Jahre pfälzisch. Pfalzgraf Friedrich ließ sich für seine Unterstützung von Erzbischof Dieter – im durch die Kurfürsten am 19. November 1461 geschlossenen „Weinheimer Bund“ – das „Amt Starkenburg“ verpfänden, wobei Kurmainz das Recht erhielt, das Pfand für 100.000 Pfund wieder einzulösen.
In den Anfängen der Reformation sympathisierten die pfälzischen Herrscher offen mit dem lutherischen Glauben, aber erst unter Ottheinrich (Kurfürst von 1556 bis 1559) erfolgte der offizielle Übergang zur lutherischen Lehre. Danach wechselten seine Nachfolger und gezwungenermaßen auch die Bevölkerung mehrfach zwischen der lutherischen, reformierten und calvinistischen Religion. Als Folge der Reformation hob die Kurpfalz 1564 das Kloster Lorsch auf. Die bestehenden Rechte wie Zehnten, Grundzinsen, Gülten und Gefälle des Klosters Lorsch wurden fortan durch die „Oberschaffnerei Lorsch“ wahrgenommen und verwaltet.
Im Laufe des Dreißigjährigen Krieges (1618–1648) eroberten spanische Truppen der „Katholischen Liga“ die Region und stellten damit 1623 die Kurmainzer Herrschaft wieder her. Dadurch wurde die durch die Pfalzgrafen eingeführte Reformation weitgehend wieder rückgängig gemacht und die Bevölkerung musste wieder zum katholischen Glauben zurückkehren. Zwar zogen sich die spanischen Truppen nach 10 Jahren vor den anrückenden Schweden zurück aber nach der katastrophalen Niederlage der Evangelischen in der Nördlingen 1634 verließen auch die Schweden die Bergstraße und mit dem Schwedisch-Französischen Krieg begann ab 1635 das blutigste Kapitel des Dreißigjährigen Krieges. Aus der Region berichten die Chronisten aus jener Zeit: „Pest und Hunger wüten im Land und dezimieren die Bevölkerung, sodass die Dörfer öfters völlig leer stehen“. Mit dem Westfälischen Frieden von 1648 wurde die Einlösung der Pfandschaft endgültig festgeschrieben.
Der Ort wurde eine Filiale der katholischen Pfarrei Fürth des Bensheimer Landkapitels.
Als es 1782 zu einer Umstrukturierung im Bereich des Kurmainzer Amtes Starkenburg kam, wurde der Bereich des Amtes in die vier untergeordnete Amtsvogteien Heppenheim, Bensheim, Lorsch und Fürth aufgeteilt und das Amt in Oberamt umbenannt.
Die Zente Absteinach, Mörlenbach und Fürth, in der Fahrenbach lag, wurden der Amtsvogtei Fürth unterstellt und musste ihre Befugnisse weitgehend abgeben. Zwar blieb die Zentordnung mit dem Zentschultheiß formal bestehen, dieser konnte jedoch nur noch die Anordnungen der übergeordneten Behörden (Oberamt Starkenburg, Unteramt Fürth) ausführen. Das „Oberamt Starkenburg“ gehörte verwaltungsmäßig zum „Unteren Erzstift“ des Kurfürstentums Mainz.

### Vom 19. Jahrhundert bis heute

#### Fahrenbach wird hessisch
Das ausgehende 18. und beginnende 19. Jahrhundert brachte Europa weitreichende Änderungen. Als Folge der Napoleonischen Kriege wurde bereits 1797 das „Linke Rheinufer“ und damit der linksrheinische Teil von Kurmainz durch Frankreich annektiert. In seiner letzten Sitzung verabschiedete im Februar 1803 der Immerwährende Reichstag in Regensburg den Reichsdeputationshauptschluss, der die Bestimmungen des Friedens von Luneville umsetzte, und die territorialen Verhältnisse im Heiligen Römischen Reich (Deutscher Nation) neu regelte. Dabei erhielt die Landgrafschaft Hessen-Darmstadt, als Ausgleich für verlorene rechtsrheinische Gebiete, unter anderem Teile der aufgelösten Fürstentümer Kurmainz, Kurpfalz und des Worms zugesprochen. Auch das Oberamt Starkenburg und mit ihm Fahrenbach kam an Hessen-Darmstadt. Dort wurde die „Amtsvogtei Fürth“ vorerst als hessisches Amt weitergeführt während das Oberamt Starkenburg 1805 aufgelöst wurde.
Die übergeordnete Verwaltungsbehörde war der „Regierungsbezirk Darmstadt“ der ab 1803 auch als „Fürstentum Starkenburg“ bezeichnet wurde.
In der Landgrafschaft Hessen-Darmstadt wurde mit Ausführungsverordnung vom 9. Dezember 1803 das Gerichtswesen neu organisiert. Für das Fürstentum Starkenburg wurde das „Hofgericht Darmstadt“ als Gericht der zweiten Instanz eingerichtet. Die Rechtsprechung der ersten Instanz wurde durch die Ämter bzw. Standesherren vorgenommen. Das Hofgericht war für normale bürgerliche Streitsachen Gericht der zweiten Instanz, für standesherrliche Familienrechtssachen und Kriminalfälle die erste Instanz. Übergeordnet war das Oberappellationsgericht Darmstadt. Damit hatten die „Zent Fürth“ und das mit ihr verbunden Zentgericht endgültig seine Funktion eingebüßt.
Unter Druck Napoléons gründete sich 1806 der Rheinbund, dies geschah mit dem gleichzeitigen Reichsaustritt der Mitgliedsterritorien.
Dies führte am 6. August 1806 zur Niederlegung der Reichskrone, womit das alte Reich aufhörte zu bestehen.
Am 14. August 1806 erhob Napoleon die Landgrafschaft Hessen-Darmstadt, gegen den Beitritt zum Rheinbund und Stellung hoher Militärkontingente an Frankreich, zum Großherzogtum, andernfalls drohte er mit Invasion.
Die Historisch-topographisch-statistische Beschreibung des Fürstenthums Lorsch, oder Kirchengeschichte des Oberrheingaues beschreibt 1812 über Fahrenbach als Ort der „Zent Fürth“:

„Fahrenbach (Varenbach) ein Dorf von 15 Huben (vormals nur 6) mit 13 Häusern und 119 Selen an der Weschnitz gelegen. Den Zehenden daselbst beziehen die Grafen von Erbach und die Freiherrn von Dalberg; der Erbachische Antheil wird dem Pfarrer von Rimbach als Besoldung abgereicht.“

Nach der endgültigen Niederlage Napoléons regelte der Wiener Kongress 1814/15 auch die territorialen Verhältnisse für Hessen, daraufhin wurden 1816 im Großherzogtum Provinzen gebildet. Dabei wurde das vorher als „Fürstentum Starkenburg“ bezeichnete Gebiet, das aus den südlich des Mains gelegenen alten Hessischen und den ab 1803 hinzugekommenen rechtsrheinischen Territorien bestand, in „Provinz Starkenburg“ umbenannt.
Im Jahr 1814 wurde die Leibeigenschaft im Großherzogtum aufgehoben und es erhielt mit der am 17. Dezember 1820 eingeführten Verfassung des Großherzogtums Hessen eine konstitutionelle Monarchie, in der der Großherzog aber noch große Machtbefugnisse hatte. Die noch bestehenden standesherrlichen Rechte wie Niedere Gerichtsbarkeit, Zehnten, Grundzinsen und andere Gefälle blieben aber noch bis 1848 bestehen.
1821 wurden im Rahmen einer umfassenden Verwaltungsreform die Amtsvogteien in den Provinzen Starkenburg und Oberhessen des Großherzogtums aufgelöst und Landratsbezirke eingeführt, wobei Fahrenbach zum Landratsbezirk Lindenfels kam. Im Rahmen dieser Reform wurden auch Landgerichte geschaffen, die jetzt unabhängig von der Verwaltung waren. Deren Gerichtsbezirke entsprachen in ihrem Umfang den Landratsbezirken. Für den Landratsbezirk Lindenfels war das Landgericht Fürth als Gericht erster Instanz zuständig. Diese Reform ordnete auch die Verwaltung auf Gemeindeebene neu. So war die Bürgermeisterei in Fürth auch für Fahrenbach, Altlechtern, Lörzenbach und Steinbach zuständig. Entsprechend der Gemeindeverordnung vom 30. Juni 1821 gab es keine Einsetzungen von Schultheißen mehr, sondern einen gewählten Ortsvorstand, der sich aus Bürgermeister, Beigeordneten und Gemeinderat zusammensetzte.
Die Statistisch-topographisch-historische Beschreibung des Großherzogthums Hessen berichtet 1829 über Fahrenbach:

„Fahrenbach (L. Bez. Lindenfels) kath. Filialdorf; liegt an der Weschnitz, 2 St. von Lindenfels, hat 22 Häuser und 179 Einw., die bis auf 3 Luth. und 2 Reform. katholisch sind. Unter diesen sind 14 Bauern, 7 Handwerker und 3 Taglöhner. Der Ort kam 1802 von Mainz an Hessen.“

1832 wurden die Verwaltungseinheiten weiter vergrößert und es wurden Kreise geschaffen. Nach der am 20. August 1832 bekanntgegebenen Neugliederung sollte es in Süd-Starkenburg künftig nur noch die Kreise Bensheim und Lindenfels geben; der Landratsbezirk von Heppenheim sollte in den Kreis Bensheim fallen. Noch vor dem Inkrafttreten der Verordnung zum 15. Oktober 1832 wurde diese aber dahingehend revidiert, dass statt des Kreises Lindenfels neben dem Kreis Bensheim der Kreis Heppenheim als zweiter Kreis gebildet wurde, zu dem jetzt Fahrenbach gehörte.
1842 wurde das Steuersystem im Großherzogtum reformiert und der Zehnte und die Grundrenten (Einnahmen aus Grundbesitz) wurden durch ein Steuersystem ersetzt, wie es in den Grundzügen heute noch existiert.
Im Neuestes und gründlichstes alphabetisches Lexicon der sämmtlichen Ortschaften der deutschen Bundesstaaten von 1845 finden sich folgender Eintrag:

„Fahrenbach bei Erbach. – Dorf, zur evangel. Pfarrei Rimbach und katholischen Pfarrei Fürth gehörig. – 65 H. 559 E. – Großherzogth. Hessen. – Provinz Starkenburg. – Kreis Heppenheim. – Landgericht Fürth. – Hofgericht Darmstadt. – Das Dorf Fahrenbach, dem Grafen von Erbach-Fürstenau gehörig, hat 2 Mahl- und
3 Wackmühlen, und ist im Jahre 1802 unter hessische Hoheit gekommen.“

Infolge der Märzrevolution 1848 wurden mit dem „Gesetz über die Verhältnisse der Standesherren und adeligen Gerichtsherren“ vom 15. April 1848 die standesherrlichen Sonderrechte endgültig aufgehoben.
Darüber hinaus wurden in den Provinzen, die Kreise und die Landratsbezirke des Großherzogtums am 31. Juli 1848 abgeschafft und durch „Regierungsbezirke“ ersetzt, wobei die bisherigen Kreise Bensheim und Heppenheim zum Regierungsbezirk Heppenheim vereinigt wurden. Bereits vier Jahre später, im Laufe der Reaktionsära, kehrte man aber zur Einteilung in Kreise zurück und Fahrenbach wurde Teil des neu geschaffenen Kreises Lindenfels.
Die im Dezember 1852 aufgenommenen Bevölkerungs- und Katasterlisten ergaben für Fahrenbach: Ein Filialdorf mit 194 Einwohnern. Die Gemarkung bestand aus 1456 Morgen, davon waren 705 Morgen Ackerland, 188 Morgen Wiesen und 535 Morgen Wald.
In den Statistiken des Großherzogtums Hessen werden, bezogen auf Dezember 1867, für das Filialdorf Fahrenbach mit der Bürgermeisterei in Lörzenbach, 29 Häuser, 207 Einwohnern, der Kreis Lindenfels, das Landgericht Fürth, die lutherische Pfarrei Rimbach bzw. die reformatorische Pfarrei Lindenfels des Dekanats Lindenfels und die katholische Pfarrei Fürth des Dekanats Heppenheim, angegeben.
1870 provoziert der preußische Ministerpräsident Otto von Bismarck durch die sogenannte Emser Depesche den Deutsch-Französischen Krieg, in dem das Großherzogtum Hessen als Mitglied des Norddeutschen Bundes an der Seite Preußens teilnahm. Noch vor dessen offiziellen Ende am 10. Mai 1871 traten die süddeutschen Staaten dem Norddeutschen Bund bei und am 1. Januar 1871 trat dessen neu Verfassung in Kraft, mit der er sich nun Deutsches Reich nannte.
Auf deutscher Seite forderte dieser Krieg ca. 41.000 Tote. Mit dem Reichsmünzgesetz gab es Deutschland nur noch eine Währung, die Mark mit 100 Pfennigen als Untereinheit.
Nachdem das Großherzogtum Hessen ab 1871 Teil des Deutschen Reiches war, wurden 1874 eine Reihe von Verwaltungsreformen beschlossen. So wurden die landesständige Geschäftsordnung sowie die Verwaltung der Kreise und Provinzen durch Kreis- und Provinzialtage geregelt. Die Neuregelung trat am 12. Juli 1874 in Kraft und verfügte auch die Auflösung der Kreise Lindenfels und Wimpfen und die Wiedereingliederung Fahrenbachs in den Kreis Heppenheim.
Im Jahr 1872 erhielt Fahrenbach eine eigene Schule und 1895 ging die Weschnitztalbahn nach zweijähriger Bauzeit in Betrieb. Die im Zuge dieser Baumaßnahme errichtete Sandsteinbrücke über die Weschnitz ist bis erhalten. Sie dient der 1963 gegründete Freiwillige Feuerwehr Fahrenbach als Motiv in ihrem Vereinswappen.

#### Zeit der Weltkriege
Am 1. August 1914 brach der Erste Weltkrieg aus und setzte im ganzen Deutschen Reich der positiven wirtschaftlichen Entwicklung ein Ende. Als nach der deutschen Niederlage am 11. November 1918 der Waffenstillstand unterschrieben wurde, hatte auch Fahrenbach viele Gefallene zu beklagen, während der Krieg insgesamt rund 17 Millionen Menschenopfer kostete.
Das Ende des Deutschen Kaiserreiches war damit besiegelt, und die unruhigen Zeiten der Weimarer Republik folgten. In der Zeit von 1921 bis 1930 wurden in Deutschland 566.500 Auswanderer gezählt, die versuchten, den schwierigen Verhältnissen in Deutschland zu entfliehen.
Am 30. Januar 1933 wurde Adolf Hitler Reichskanzler, was das Ende der Weimarer Republik und den Beginn der Nationalsozialistischen Diktatur bedeutete.
Die hessischen Provinzen Starkenburg, Rheinhessen und Oberhessen wurden 1937 nach der 1936 erfolgten Auflösung der Provinzial- und Kreistage aufgehoben. Zum 1. November 1938 trat dann eine umfassende Gebietsreform auf Kreisebene in Kraft. In der ehemaligen Provinz Starkenburg war der Kreis Bensheim besonders betroffen, da er aufgelöst und zum größten Teil dem Kreis Heppenheim zugeschlagen wurde. Der Kreis Heppenheim übernahm auch die Rechtsnachfolge des Kreises Bensheim und erhielt den neuen Namen Landkreis Bergstraße.
Am 1. September 1939 begann mit dem Einmarsch deutscher Truppen in Polen der Zweite Weltkrieg, der in seinen Auswirkungen noch weit dramatischer war als der Erste Weltkrieg und dessen Opferzahl auf 60 bis 70 Millionen Menschen geschätzt werden.
In der Endphase des Zweiten Weltkrieges in Europa erreichen die amerikanischen Verbände Mitte März 1945 den Rhein zwischen Mainz und Mannheim. Am 22. März überquerte die 3. US-Armee bei Oppenheim den Rhein und besetzte am 25. März Darmstadt. In den ersten Stunden des 26. März 1945 überquerten amerikanische Einheiten bei Hamm und südlich von Worms den Rhein von wo sie auf breiter Front gegen die Bergstraße vorrücken. Am 27. März standen die amerikanischen Truppen in Lorsch, Bensheim und Heppenheim und einen Tag später waren Aschaffenburg am Main sowie der westliche und nördlichen Teil des Odenwaldes besetzt. Der Krieg in Europa endete mit der bedingungslosen Kapitulation aller deutschen Truppen, die am 8. Mai 1945 um 23:01 Uhr mitteleuropäischer Zeit in Kraft trat.
Insgesamt forderten die beiden Weltkriegen in Fahrenbach 40 Gefallene oder Vermisste.

#### Nachkriegszeit und Gegenwart
Wie die Einwohnerzahlen von 1939 bis 1950 zeigen hatte auch Fahrenbach viele Flüchtlinge und Vertriebene aus den ehemaligen deutschen Ostgebieten zu verkraften.
Im Jahr 1961 wurde die Gemarkungsgröße mit 364 ha angegeben, davon waren 129 ha Wald.
Ab 1964 wurde die Fahrenbacher Schule nur noch als Grundschule betrieben, die Schüler der höheren Klassen mussten die Mittelpunktschule in Fürth besuchen. Im Jahr 1971 wurde die Schule in Fahrenbach ganz aufgelöst.
Im Zuge der Gebietsreform in Hessen schloss sich die Gemeinde Fahrenbach zum 1. Juli 1970 zeitgleich mit Lörzenbach und Steinbach freiwillig der Gemeinde Fürth an. Für Fahrenbach wurde wie für alle nach Fürth eingegliederten Gemeinden ein Ortsbezirk mit Ortsbeirat und Ortsvorsteher nach der Hessischen Gemeindeordnung eingerichtet.
Im Jahr 200 wurde die Gemarkungsgröße mit 364 ha angegeben, davon waren 133 ha Wald.

### Gerichte
Vor 1803 gehörte Fahrenbach zur Zent Fürth. In der Landgrafschaft Hessen-Darmstadt wurde mit Ausführungsverordnung vom 9. Dezember 1803 das Gerichtswesen neu organisiert. Für das Fürstentum Starkenburg wurde das „Hofgericht Darmstadt“ eingerichtet. Es war für normale bürgerliche Streitsachen Gericht der zweiten Instanz, für standesherrliche Familienrechtssachen und Kriminalfälle die erste Instanz. Übergeordnet war das Oberappellationsgericht Darmstadt. Die Rechtsprechung der ersten Instanz wurde durch die Ämter bzw. Standesherren vorgenommen. Für Fahrenbach war damit das Amt Fürth zuständig.  Ab 1813 war dann das neu gebildete Justizamt in Fürth die erste Instanz. Die Zentgerichte hatten damit ihre Funktion verloren. 
Mit Bildung der Landgerichte im Großherzogtum Hessen war ab 1821 das Landgericht Fürth das Gericht erster Instanz. Anlässlich der Einführung des Gerichtsverfassungsgesetzes mit Wirkung vom 1. Oktober 1879, infolge derer die bisherigen großherzoglich hessischen Landgerichte durch Amtsgerichte an gleicher Stelle ersetzt wurden, während die neu geschaffenen Landgerichte nun als Obergerichte fungierten, kam es zur Umbenennung in Amtsgericht Fürth und Zuteilung zum Bezirk des Landgerichts Darmstadt.

### Verwaltungsgeschichte im Überblick
Das Großherzogtum Hessen war von 1815 bis 1866 ein Mitgliedsstaat des Deutschen Bundes und ab 1871 ein Bundesstaat des Deutschen Reiches. Es bestand bis 1919, nach dem Ersten Weltkrieg wurde das Großherzogtum zum republikanisch verfassten Volksstaat Hessen. 1945 nach Ende des Zweiten Weltkriegs befand sich das Gebiet des heutigen Hessen in der amerikanischen Besatzungszone und durch Weisung der Militärregierung entstand Groß-Hessen, aus dem das Bundesland Hessen in seinen heutigen Grenzen hervorging.
Die folgende Liste zeigt die Staaten und Verwaltungseinheiten, denen Fahrenbach angehört(e):
- vor 1782: Heiliges Römisches Reich, Kurfürstentum Mainz, Amt Starkenburg (1461–1650 an Kurpfalz verpfändet), Zent Fürth
- ab 1782: Heiliges Römisches Reich, Kurfürstentum Mainz, Unteres Erzstift, Oberamt Starkenburg, Amtsvogtei Fürth
- ab 1803: Heiliges Römisches Reich, Landgrafschaft Hessen-Darmstadt,[Anm. 2] Fürstentum Starkenburg, Amt Fürth
- ab 1806: Großherzogtum Hessen,[Anm. 3] Fürstentum Starkenburg, Amt Fürth[25]
- ab 1815: Großherzogtum Hessen[Anm. 4], Provinz Starkenburg, Amt Fürth
- ab 1821: Großherzogtum Hessen, Provinz Starkenburg, Landratsbezirk Lindenfels[Anm. 5]
- ab 1832: Großherzogtum Hessen, Provinz Starkenburg, Kreis Heppenheim
- ab 1848: Großherzogtum Hessen, Regierungsbezirk Heppenheim
- ab 1852: Großherzogtum Hessen, Provinz Starkenburg, Kreis Lindenfels
- ab 1874: Großherzogtum Hessen, Provinz Starkenburg, Kreis Heppenheim
- ab 1871: Deutsches Reich,[Anm. 6] Großherzogtum Hessen, Provinz Starkenburg, Kreis Heppenheim
- ab 1918: Deutsches Reich, Volksstaat Hessen,[Anm. 7] Provinz Starkenburg, Kreis Heppenheim
- ab 1938: Deutsches Reich, Volksstaat Hessen, Landkreis Bergstraße[26][Anm. 8]
- ab 1945: Amerikanische Besatzungszone,[Anm. 9] Groß-Hessen, Regierungsbezirk Darmstadt, Landkreis Bergstraße
- ab 1946: Amerikanische Besatzungszone, Land Hessen, Regierungsbezirk Darmstadt, Landkreis Bergstraße
- ab 1949: Bundesrepublik Deutschland, Land Hessen, Regierungsbezirk Darmstadt, Landkreis Bergstraße
- ab 1971: Bundesrepublik Deutschland, Land Hessen, Regierungsbezirk Darmstadt, Landkreis Bergstraße, Gemeinde Fürth[Anm. 10]

## Bevölkerung

### Einwohnerstruktur 2011
Nach den Erhebungen des Zensus 2011 lebten am Stichtag dem 9. Mai 2011 in Fahrenbach 699 Einwohner. Darunter waren 24 (3,4 %) Ausländer.
Nach dem Lebensalter waren 138 Einwohner unter 18 Jahren, 276 waren zwischen 18 und 49, 168 zwischen 50 und 66 und 114 Einwohner waren älter. Die Einwohner lebten in 288 Haushalten. Davon waren 69 Singlehaushalte, 90 Paare ohne Kinder und 90 Paare mit Kindern, sowie 33 Alleinerziehende und 9 Wohngemeinschaften. In 51 Haushalten lebten ausschließlich Senioren und in 204 Haushaltungen leben keine Senioren.
Für das Jahr 2000 wurden die folgenden statistischen Daten erfasst: 249 Haushaltungen sowie 200 Wohnhäuser und 95 % der Einwohner besitzen die deutsche Staatsangehörigkeit.

### Einwohnerentwicklung
| • 1806: | 110 Einwohner, 16 Häuser  |
| • 1812: | 119 Einwohner, 13 Häuser  |
| • 1829: | 179 Einwohner, 22 Häuser  |
| • 1867: | 207 Einwohner, 29 Häuser  |
| • 2000: | 712 Einwohner, 200 Häuser |

| Fahrenbach: Einwohnerzahlen von 1806 bis 2022 | Fahrenbach: Einwohnerzahlen von 1806 bis 2022 | Fahrenbach: Einwohnerzahlen von 1806 bis 2022 | Fahrenbach: Einwohnerzahlen von 1806 bis 2022 | Fahrenbach: Einwohnerzahlen von 1806 bis 2022 |
| --- | --------------------------------------------- | --------------------------------------------- | --------------------------------------------- | --------------------------------------------- |
| Jahr |                                               |                                               |                                               | Einwohner                                     |
| 1806 | 1806                                          |                                               | 110                                           | 110                                           |
| 1812 | 1812                                          |                                               | 119                                           | 119                                           |
| 1829 | 1829                                          |                                               | 179                                           | 179                                           |
| 1834 | 1834                                          |                                               | 205                                           | 205                                           |
| 1840 | 1840                                          |                                               | 197                                           | 197                                           |
| 1846 | 1846                                          |                                               | 201                                           | 201                                           |
| 1852 | 1852                                          |                                               | 194                                           | 194                                           |
| 1858 | 1858                                          |                                               | 195                                           | 195                                           |
| 1864 | 1864                                          |                                               | 213                                           | 213                                           |
| 1871 | 1871                                          |                                               | 206                                           | 206                                           |
| 1875 | 1875                                          |                                               | 228                                           | 228                                           |
| 1885 | 1885                                          |                                               | 257                                           | 257                                           |
| 1895 | 1895                                          |                                               | 247                                           | 247                                           |
| 1905 | 1905                                          |                                               | 265                                           | 265                                           |
| 1910 | 1910                                          |                                               | 300                                           | 300                                           |
| 1925 | 1925                                          |                                               | 310                                           | 310                                           |
| 1939 | 1939                                          |                                               | 305                                           | 305                                           |
| 1946 | 1946                                          |                                               | 427                                           | 427                                           |
| 1950 | 1950                                          |                                               | 447                                           | 447                                           |
| 1956 | 1956                                          |                                               | 418                                           | 418                                           |
| 1961 | 1961                                          |                                               | 402                                           | 402                                           |
| 1967 | 1967                                          |                                               | 417                                           | 417                                           |
| 1970 | 1970                                          |                                               | 420                                           | 420                                           |
| 1980 | 1980                                          |                                               | ?                                             | ?                                             |
| 1990 | 1990                                          |                                               | ?                                             | ?                                             |
| 1999 | 1999                                          |                                               | 686                                           | 686                                           |
| 2005 | 2005                                          |                                               | 709                                           | 709                                           |
| 2007 | 2007                                          |                                               | 716                                           | 716                                           |
| 2011 | 2011                                          |                                               | 699                                           | 699                                           |
| 2022 | 2022                                          |                                               | 732                                           | 732                                           |
| Datenquelle: Historisches Gemeindeverzeichnis für Hessen: Die Bevölkerung der Gemeinden 1834 bis 1967. Wiesbaden: Hessisches Statistisches Landesamt, 1968. Weitere Quellen: LAGIS; Gemeinde Fürth; Zensus 2011; 2022 |                                               |                                               |                                               |                                               |

### Historische Religionszugehörigkeit
| • 1829: | 3 lutheranische (= 1,68 %), 2 reformierte (= 1,12 %) und 174 katholische (= 97,21 %) Einwohner |
| • 1961: | 88 evangelische (= 21,89 %), 312 katholische (= 77,61 %) Einwohner                             |
| • 2000: | 227 evangelische (= 32 %), 370 katholische (= 52 %) Einwohner                                  |

## Politik
Für Fahrenbach besteht ein Ortsbezirk (Gebiete der ehemaligen Gemeinde Fahrenbach) mit Ortsbeirat und Ortsvorsteher nach der Hessischen Gemeindeordnung.
Der Ortsbeirat besteht aus sieben Mitgliedern. Seit den Kommunalwahlen 2021 gehören ihm ein Mitglied der SPD, drei Mitglieder der Liste „Gemeinsam für Fahrenbach“ und zwei Mitglieder der Freien Wählern (FW-Fürth) an. Ortsvorsteher ist Heribert Koch (Liste „Gemeinsam für Fahrenbach“).

## Kultur
Auf dem Hessentag 2018 in Korbach gewann Fahrenbach den vom hr-fernsehen veranstalteten Wettbewerb um die Auszeichnung als Dolles Dorf des Jahres 2018, an dem ausgeloste hessische Dörfer unter 2000 Einwohner teilgenommen hatten.

## Verkehr
Durch Fahrenbach führt von der Kerngemeinde aus die Kreisstraße K 24 nach Rimbach-Mitte, parallel zu der durch Lörzenbach führenden Bundesstraße 38 auf der Ostseite der Weschnitz. An der Straße von Fahrenbach nach Lörzenbach, knapp östlich der Gemarkungsgrenze, hat die Weschnitztalbahn den Haltepunkt Lörzenbach-Fahrenbach. Dort gab es bis 1931 noch eine Bahnagentur, anschließend war der Haltepunkt unbesetzt.